# Condado de Glogóvia
Nota linguística: Não confundir hrabstwo (condado) com powiat (divisão administrativa)..
Glogóvia (em latim: Glogovia; em polonês/polaco: powiat głogowski) é um powiat (condado) da Polónia, na voivodia de Baixa Silésia. A sede é a cidade de Glogóvia. Estende-se por uma área de 443,06 km², com 87 675 habitantes, segundo os censos de 2005, com uma densidade 197,89 hab/km².

## Divisões admistrativas
O condado possui:
Comunas urbanas: Glogóvia
Comunas rurais: Glogóvia, Jerzmanowa, Kotla, Pęcław, Żukowice
Cidades: Glogóvia

## Demografia
População (dados de 30 de Junho de 2005):
|          | Total   | Total | Mulheres | Mulheres | Homens  | Homens |
| -------- | ------- | ----- | -------- | -------- | ------- | ------ |
|          | pessoas | %     | pessoas  | %        | pessoas | %      |
| Total    | 87 675  | 100   | 44 988   | 51,3     | 42 687  | 48,7   |
| Cidades  | 69 318  | 100   | 35 756   | 51,6     | 33 562  | 48,4   |
| Povoados | 18 357  | 100   | 9232     | 50,3     | 9125    | 49,7   |